# سرنی (ناحیه کلاتووی)
سرنی (به چکی: Srní) یک منطقهٔ مسکونی در جمهوری چک است که در ناحیه کلاتووی واقع شده‌است. سرنی ۳۳٫۴۸ کیلومتر مربع مساحت و ۲۷۶ نفر جمعیت دارد و ۸۵۸ متر بالاتر از سطح دریا واقع شده‌است.